# Austinella rauei
Austinella rauei là một loài rêu trong họ Dicranaceae. Loài này được Austin R.S. Williams mô tả khoa học đầu tiên năm 1911.